# Enneapterygius gracilis
Enneapterygius gracilis és una espècie de peix de la família dels tripterígids i de l'ordre dels perciformes.

## Morfologia
- Els mascles poden assolir 2,8 cm de longitud total.[3][4]

## Hàbitat
És un peix marí de clima tropical que viu fins als 15 m de fondària.

## Distribució geogràfica
Es troba al nord d'Austràlia.